# Nepal na Letnich Igrzyskach Olimpijskich 2016
Nepal na Letnich Igrzyskach Olimpijskich 2016 reprezentowało 7 zawodników w 5 dyscyplinach. Był to trzynasty występ reprezentacji Nepalu na letnich igrzyskach olimpijskich.

## Skład reprezentacji

### Judo
Kobiety
| Zawodniczka        | Konkurencja | 1/32                | 1/16                | 1/8                 | Ćwierćfinał         | Półfinał            | Repasaż             | Finał/BM            | Pozycja |
| Zawodniczka        | Konkurencja | Przeciwniczka Wynik | Przeciwniczka Wynik | Przeciwniczka Wynik | Przeciwniczka Wynik | Przeciwniczka Wynik | Przeciwniczka Wynik | Przeciwniczka Wynik | Pozycja |
| ------------------ | ----------- | ------------------- | ------------------- | ------------------- | ------------------- | ------------------- | ------------------- | ------------------- | ------- |
| Phupu Lhamu Khatri | do 63 kg    | Espinosa P 000-011  | NQ                  | NQ                  | NQ                  | NQ                  | NQ                  | NQ                  | 17.     |

### Lekkoatletyka
Mężczyźni
| Zawodnik   | Konkurencja    | Eliminacje | Eliminacje | Półfinał | Półfinał | Finał | Finał   |
| Zawodnik   | Konkurencja    | Wynik      | Miejsce    | Wynik    | Miejsce  | Wynik | Miejsce |
| ---------- | -------------- | ---------- | ---------- | -------- | -------- | ----- | ------- |
| Hari Rimal | bieg na 5000 m | 14:54,42   | 46.        | —        | —        | NQ    | NQ      |

Kobiety
| Zawodniczka         | Konkurencja    | Eliminacje | Eliminacje | Półfinał | Półfinał | Finał | Finał   |
| Zawodniczka         | Konkurencja    | Wynik      | Miejsce    | Wynik    | Miejsce  | Wynik | Miejsce |
| ------------------- | -------------- | ---------- | ---------- | -------- | -------- | ----- | ------- |
| Saraswati Bhattarai | bieg na 1500 m | 4:33,94    | 37.        | —        | —        | NQ    | NQ      |

### Łucznictwo
Mężczyźni
| Zawodnik          | Konkurencja   | Runda rankingowa | Runda rankingowa | 1/32             | 1/16             | 1/8              | Ćwierćfinał      | Półfinał         | Finał/BM         | Pozycja |
| Zawodnik          | Konkurencja   | Wynik            | Pozycja          | Przeciwnik Wynik | Przeciwnik Wynik | Przeciwnik Wynik | Przeciwnik Wynik | Przeciwnik Wynik | Przeciwnik Wynik | Pozycja |
| ----------------- | ------------- | ---------------- | ---------------- | ---------------- | ---------------- | ---------------- | ---------------- | ---------------- | ---------------- | ------- |
| Jitbahadur Muktan | indywidualnie | 607              | 60.              | NQ               | NQ               | NQ               | NQ               | NQ               | NQ               | 60.     |

### Pływanie
Mężczyźni
| Zawodnik      | Konkurencja           | Eliminacje | Eliminacje | Półfinał | Półfinał | Finał | Finał   | Pozycja |
| Zawodnik      | Konkurencja           | Czas       | Miejsce    | Czas     | Miejsce  | Czas  | Miejsce | Pozycja |
| ------------- | --------------------- | ---------- | ---------- | -------- | -------- | ----- | ------- | ------- |
| Sirish Gurung | 100 m stylem dowolnym | 57,76      | 58.        | NQ       | NQ       | NQ    | NQ      | 58.     |

Kobiety
| Gaurika Singh | 100 m stylem grzbietowym | 1:08,4 | 31. | NQ | 31. |

### Taekwondo
Kobiety
| Zawodniczka | Konkurencja | 1/8                 | Ćwierćfinał         | Półfinał            | Repasaż             | Finał/BM            | Finał/BM |
| Zawodniczka | Konkurencja | Przeciwniczka Wynik | Przeciwniczka Wynik | Przeciwniczka Wynik | Przeciwniczka Wynik | Przeciwniczka Wynik | Pozycja  |
| ----------- | ----------- | ------------------- | ------------------- | ------------------- | ------------------- | ------------------- | -------- |
| Nisha Rawal | + 67 kg     | Zheng P 0 - 2       | NQ                  | NQ                  | Épangue P 3 - 4     | NQ                  | 7.       |